# Jacinto Videla
Jacinto Videla Poblet (Justo Daract; 11 de septiembre de 1848 - San Luis; 11 de septiembre de 1899) fue un político argentino. Proveniente de una de las familias más prestigiosas de San Luis y el país, se casó dos veces; en su primer matrimonio tuvo diez hijos con Ercilia Bengolea Domínguez y en el segundo cinco hijos con Petrona Sosa Lucero. Uno de sus nietos sería el expresidente de facto de la Argentina, el General Jorge Rafael Videla.
Gobernador de la Provincia de San Luis desde el 7 de mayo de 1891 hasta el 28 de julio de 1893, fue derrocado por la revolución radical dirigida por su primo Teófilo Saá, que asumió el gobierno, y Videla fue llevado a prisión. La revolución había triunfado en San Luis y no así en el resto del país. La Intervención Federal lo puso en libertad y convocó a elecciones.
Videla fue un conservador y mitrista, y su gobierno se desenvolvió en medio de serias dificultades políticas que terminaron en continuos cambios en el Gobierno. Fue uno de los últimos gobernadores que respondía al bloque político del "mendocismo", que ya empezaba a mostrar su decadencia con el resurgimiento de nuevos referentes políticos.
En 1893 se produce la Revolución Radical, que concluye con éxito el 30 de julio, siendo la primera revolución triunfante de los radicales en la historia puntana. En el resto del país las revoluciones radicales fracasaron, dejando a San Luis aislada, con una inminente intervención federal, lo que permitiría el regreso del mendocismo.
Fue abuelo del dictador Jorge Rafael Videla y nieto de Blas Videla, mártir de las luchas civiles quien fue fusilado en Mendoza en 1831, y quien era hermano de los exgobernadores puntanos Ignacio Videla y Luis Videla.
La Escuela N° 282, ubicada en la localidad de El Arenal, departamento San Martín, lleva su nombre.